# Кончо (река)
Кончо (исп. Concho — "устрица ") — река в штате Техас, США. Река была названа так из-за обилия пресноводных мидий.

## География

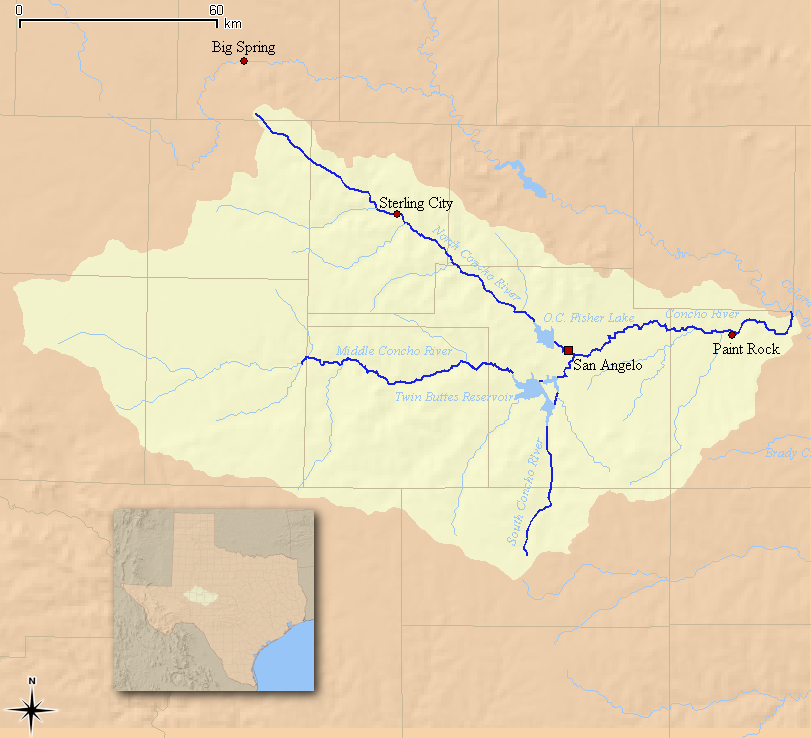

Река Кончо имеет три основных притока: Северная, Средняя и Южная Кончо. Река Северная Кончо является самым длинным притоком, берёт начало с округа Хауард и протекает на юго-восток до слияния с южным и средним притоками, вблизи базы ВВС Гудфеллоу в Сан-Анджело, штат Техас. Общая длина Кончо, составляет 86 километров. Река впадает в Колорадо примерно в 19 километрах к востоку от Техасского выступа.
Река Кончо проходит через полузасушливую холмистую местность, покрытую естественной растительностью, которая включает в себя кактусы, ивы, прозописы, вязы и пеканы.

## История
Эрнандо де Угарте-и-ла-Конча, губернатор испанской провинции Новая Мексика, в 1650 году отправил экспедицию из Санта-Фе, под руководством капитана Диего дель Кастильо, чтобы исследовать север и центральную часть территории Техаса. Экспедиция добралась до владений техасских индейцев и обнаружила жемчуг в реке Кончо. В 1654 году по следам Кастильо была отправлена экспедиция под руководством Диего де Гвадалахара. Испанцы исследовали реку на наличие драгоценных фиолетовых и розовых жемчужин. Охота на жемчуг была недолгой, так как вскоре выяснилось, что это неприбыльно, в силу низкой продуктивности моллюсков.